# Poecilia latipunctata
Poecilia latipunctata är en fiskart som beskrevs av Meek, 1904. Poecilia latipunctata ingår i släktet Poecilia och familjen Poeciliidae. IUCN kategoriserar arten globalt som akut hotad. Inga underarter finns listade i Catalogue of Life.